# صلاح‌الدین بکوش
صلاح‌الدین بکوش (انگلیسی: Slaheddine Baccouche; زاده ۱۴ اوت ۱۸۸۳ – درگذشته ۲۴ دسامبر ۱۹۵۹) سیاستمدار اهل تونس بود. وی دو بار از ۱۵ مه ۱۹۴۳ تا ۱۹ ژوئیه ۱۹۴۷ و سپس از ۲۶ مارس ۱۹۵۲ تا ۲ مارس ۱۹۵۳ نخست‌وزیر این کشور بود.
صلاح‌الدین بکوش در ۲۴ دسامبر ۱۹۵۹، در سن ۷۶ سالگی درگذشت.